# バンシー

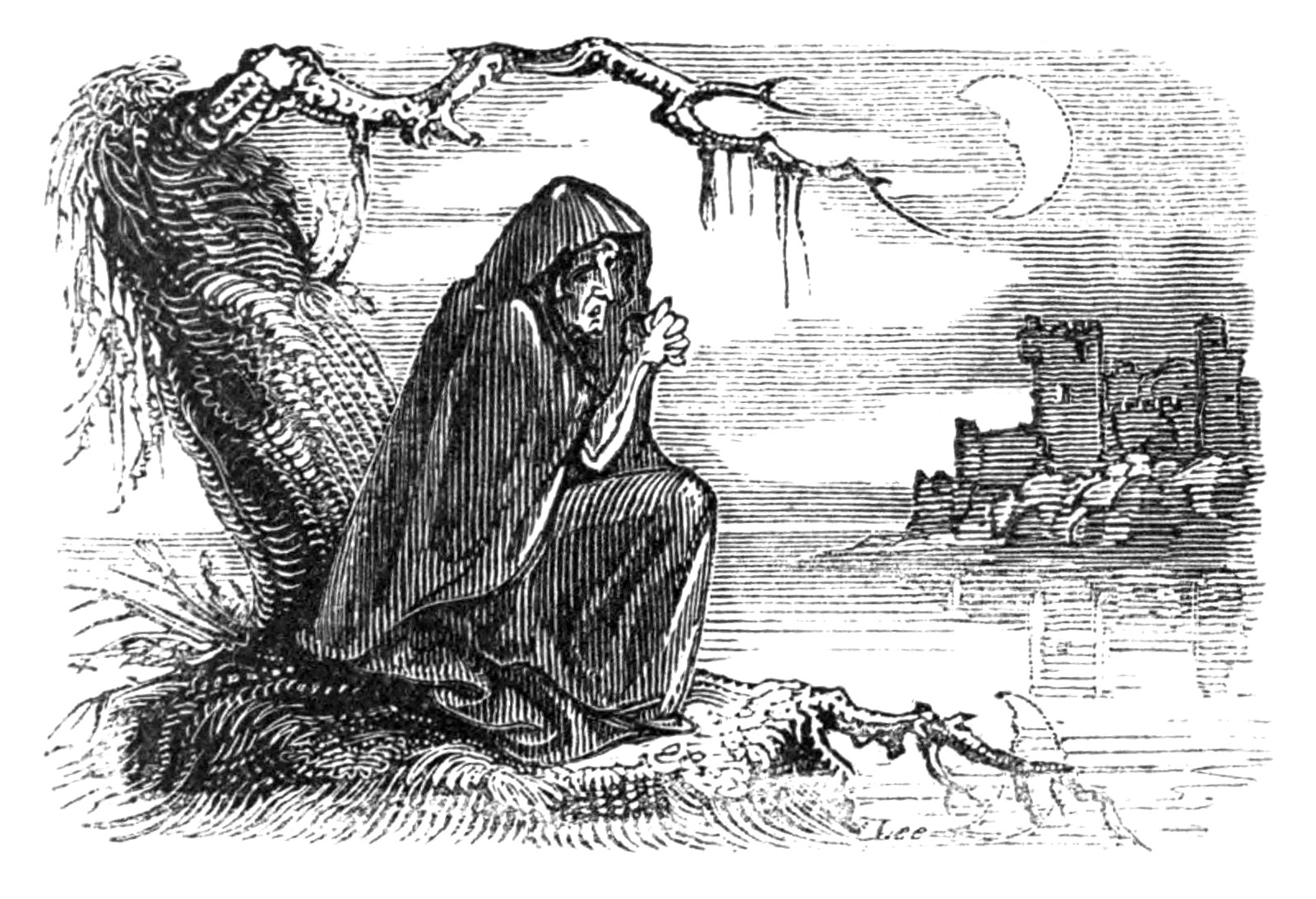
バンシー

バンシー（英語: banshee、アイルランド語: bean sidhe）は、アイルランドおよびスコットランドに伝わる妖精である。人の死を叫び声で予告するという。
バンシーの叫びが聞こえた家では近いうちに死者が出るとされるが、死が近い人の家すべてに現れるというわけではなく、純粋なケルトやゲール系の家族のもとにしか来ないともいわれる。1692年の、いわゆる「グレンコーの虐殺」の前、マクドナルド一族のバンシー（クーニアックと呼ばれる）が叫ぶ声が、夜ごと聞こえたという。
多くのバンシーが叫び声を上げるのは、死者が勇敢な人物か、聖なる人物であった証という。アイルランドやスコットランドの旧家には、その家固有のバンシーがいて、故郷を遠く離れて暮らしている者にも、故郷にいる一族の死を伝えたといわれる。
アイルランド地方に伝わる一説では、バンシーは長い黒髪で緑色の服に灰色のマントを着た女性の姿をしているとされるが、叫びが聞こえる時は、その姿は見えないという。
その叫びは、ありとあらゆる叫び声（人間以外も含める）を合わせたような凄まじいもので、どんなに熟睡している者でも飛び起きるほどである。
また、バンシーの目はこれから死ぬ者のために泣くので燃えるような赤色をしているという。
妖精が自身と交わった相手に加護を与える例として、バンシーの垂れた乳房を吸った人間は彼女の養子になることができ、望みを叶えられると語られている。ただ、その行為については「乳房を吸う度胸のある人」「垂れた乳房を吸うことができた大胆な人間」とする説のほか、「バンシーと接吻することができた人」というものもある。
バンシーとは、ケルト語の「フェアリーの女（'ban'は女、'shee'は妖精）」という意味の言葉からきており、ベン・シー、ベン・ニーア等々の別名がある。
ゲール語（古代アイルランド語）では「嘆きの妖精（'ban'は泣く、'shee'は妖精もしくは女性）」以外にも「泣き女」という直訳もなされる。
ウィリアム・バトラー・イェイツによれば、葬礼での農民の行う、英語で「Keen」ゲール語で「Caoine（クイーナ）」と呼ばれる、「弔い泣き」は、バンシーの模倣であるという。ただ、久保田悠羅ほか著『アンデッド』では、「泣き女」の習俗が先にあり、それが「一族のあるものに死が近づくと出て嘆く」バンシーへと変化した可能性を示唆している。

## 伝承の分布・類似例
バンシーの民話はアイルランドからスコットランドにかけて伝承されており、その姿形や振る舞いなどは多様性に富んでいる。また、カナダへ移住するオグラダイ家についていったものがいる他、移民などによって一部はアメリカにも伝わったようで、独立戦争時のアメリカ南部に「霧の夜、アビのような声を上げながら黄色い髪を振り乱し嘆くバンシー」の伝承があったという。またバンシー信仰の変化したものとして、自分のお気に入りのものの死や病気を嘆くこともある「緑のグラシュティグ」が、「ベン・ニーァとは何のかかわりもない」にも拘らずバンシーとして語られているというものがある。
バンシーは、「マックかオーで始まる」姓の家に属するといい、「オグレディ家、オニール家、オブライエン家、オコナー家」に属しているというが、キャサリン・M・ブリッグズ『妖精事典』には、スコットランド西部で伝わるバンシーの一種、クーンチアッハが属する姓の中に「マクミラン家、マカイ家、マクファーラン家」の他「マシソン家、ケリー家、ショー家、カリー家」がある。
アイルランドとスコットランド高原地方では「浅瀬の濯ぎ女」あるいは「水辺のすすぎ女（little washer by the ford）」という名でも知られている。
彼女は出産のために早く死んだ女の霊で、本来の寿命が尽きるまで洗い残した自身の衣服を洗わなければならないという伝承がある。が、より有名な伝承は、血に染まった男の経帷子を洗うことによってその男の死を予告するというものである（伝承ではケルト神話の英雄ク・ホリンの死を予言したともいわれている）。
水木しげるは、「ビアンニー」を紹介する際「産褥で死んだ女の霊」とし、そのような悲劇の霊とされるものが汎世界的にいる旨を指摘しているが、キャサリン・M・ブリッグズは、他の妖精と比べてバンシーが、人に憑く幽霊としての妖精と違う点を指摘し、ブラウニー伝承に出る、「属する家の者から肩掛けを与えられた妖精が逃げた」話がクーンチアッハにもある旨を紹介している。また、屋根に止まったカラスを、「バンシーだ」と説明されることから、ズキンガラスの姿をするとされる女神バウの神話の変化したもの、という説もあり、バンシー伝承の起源はほかの妖精と同じく特定が困難である。
第二次世界大戦中のドイツ空軍のロンドン空襲に際しての空襲警報のサイレンを「バンシーの叫び」と呼んだ。
J・F・ワイルド（en:Jane Wilde）の説によればアイルランドのバンシーは「嘗て若くして死んだその家の美少女の幽霊」であるとし、『妖怪と精霊の事典』は、アイルランドの「ベン・シー」は美女の形をとると言っている。スコットランドのバンシーは、ほかの妖精と同じく、鼻腔が一つの鼻、大きく突き出した前歯、垂れ下がった乳房という描写をされる。
他、各地で語られるバンシーあるいはその別名、類似したものを挙げる。
- ベン・ニーァ（en:Bean-nighe ゲール語で「洗う女」）

スコットランドの高地地方、西方の島、また北東部のバンフシャーに伝わるバンシーで、小柄で、緑色の服を着、赤い水かきのある足を持つ。また彼女に見られる前に彼女と川の間に入ることができれば、3つの願いをかなえてくれるといわれ、また3つの質問にも答えてくれるが、その際彼女からの3つの質問へ答えなければならないとされる。彼女の垂れた乳房を吸うことができれば、ベン・ニーァの養子だと主張できるという。
- クーニアック（en:Caoineag ゲール語で「泣く者」）

スコットランドの高地地方におけるバンシーの別名で、「フーア」の類。災難がある前の新月、滝の辺りで泣き叫ぶといわれ、姿は見せないとされる。スコットランド西部のアーガイルシャー（アーガイル・アンド・ビュート）、ヘブリディーズ諸島のいくつかの島には、緑色の短いガウンとスカート、山の高い白い帽子をかぶった小柄な女性か少女という形をした、クーンチアッハ（caointeach ゲール語で「泣き叫ぶもの」）が、仕える家で死者の出る前に泣き叫ぶ。アイラ島では、クーンチアッハがその作業を邪魔した人の足へ濡れた亜麻布をたたきつけ、利かなくしたという話が伝えられている。
またウェールズではカヒライス（en:Cyhyraeth）と呼ばれる、姿は見えないが、伝染病や災害による大量死の前触れとして恐ろしい声を上げるものが伝えられている。この「クーニアックのウェールズ版」（バンシーと同じく、異郷で死んだ同胞の死も嘆いた）の他、ウェールズ西部のカーディガンシャーに、「グラッハ・ア・フリビン」（「Gwrach_Y_rhibyn」グラッハ・ア・カヒライスとも。ウェールズ語でGwrachは「醜い老婆」Rhibynが「縞」「列」）という女妖精が伝えられている。これはもつれた髪の毛と黒く伸びた歯、不釣り合いに長く萎びた腕、という具体的な形をし、警告を与えたい人間へ姿を見せずにくっついていき、親族が十字路や小川に行くと、地面や水面を叩きながら死ぬ人について（子供である場合「うちの子が!」等と）ぞっとするような声で叫ぶ。時々、数日後死ぬ者が直接聞くことがあり、その場合は声が不明瞭であるという。

## 影響を与えた作品
ナルニア国物語の白い魔女のモデルであると言われている。また、ハリー・ポッターとアズカバンの囚人ではまね妖怪ボガートが変身する生徒の恐怖の対象として登場した（原作のみ）。